# 陈合
陈合（?—?），字惟善，一作维善，号中山，福州长乐（今福建省福州市长乐区）人，南宋大臣。
淳祐四年（1244年）甲辰科进士。历任太学博士、翰林学士、国子祭酒、工部尚书，一时敕谕、制册皆出其手。官至宣奉大夫、资政殿学士。德祐元年（1275年）三月，以陈合同签书枢密院事。后因为廖莹中至事免官归里。卒谥文惠，葬于光俗里唐官山。